# Pływanie na Letnich Igrzyskach Olimpijskich 2008 – 400 m stylem zmiennym mężczyzn
400 m stylem zmiennym mężczyzn – jedna z konkurencji pływackich, które odbyły się podczas XXIX Igrzysk Olimpijskich. Eliminacje miały miejsce 9 sierpnia, a finał konkurencji 10 sierpnia. Wszystkie etapy konkurencji przeprowadzone zostały na Pływalni Olimpijskiej w Pekinie.
Tytuł mistrza olimpijskiego z Aten obronił Amerykanin Michael Phelps, uzyskując czas 4:03,84 i poprawiając tym samym swój rekord świata o 1,41 s. Srebrny medal zdobył László Cseh z Węgry, który ustanowił nowy rekord Europy (4:06,16). Brąz dla Stanów Zjednoczonych z czasem 4:08,09 wywalczył Ryan Lochte.

## Terminarz
Wszystkie godziny podane są w czasie chińskim (UTC+08:00) oraz polskim (CEST).
| Data             | Godzina rozpoczęcia | Godzina rozpoczęcia |            |
| Data             | UTC+08:00           | CEST                |            |
| ---------------- | ------------------- | ------------------- | ---------- |
| 9 sierpnia 2008  | 18:33               | 12:33               | Eliminacje |
| 10 sierpnia 2008 | 10:03               | 04:03               | Finał      |

## Rekordy
Przed zawodami rekord świata i rekord olimpijski wyglądały następująco:
| Rekord            | Zawodnik       | Czas    | Miejsce | Data             |
| ----------------- | -------------- | ------- | ------- | ---------------- |
| Rekord świata     | Michael Phelps | 4:05,25 | Omaha   | 29 czerwca 2008  |
| Rekord olimpijski | Michael Phelps | 4:08,26 | Ateny   | 14 sierpnia 2004 |

W trakcie zawodów ustanowiono następujące rekordy:
| Data        | Etap konkurencji | Zawodnik       | Czas    | Rekord |
| ----------- | ---------------- | -------------- | ------- | ------ |
| 9 sierpnia  | eliminacje       | Michael Phelps | 4:07,82 | OR     |
| 10 sierpnia | finał            | Michael Phelps | 4:03,84 | ,      |

## Wyniki

### Eliminacje

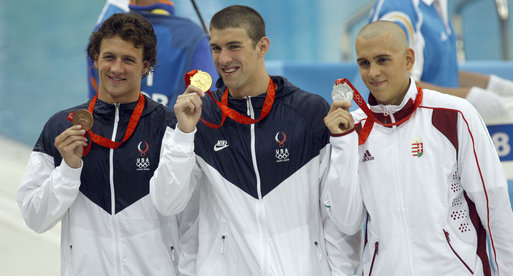
Lochte, Phelps i Cseh po ceremonii dekoracji

| Miejsce | Wyścig | Tor | Zawodnik           | Państwo           | Czas    | Uwagi |
| ------- | ------ | --- | ------------------ | ----------------- | ------- | ----- |
| 1.      | 4      | 4   | Michael Phelps     | Stany Zjednoczone | 4:07,82 | Q,    |
| 2.      | 2      | 4   | László Cseh        | Węgry             | 4:09,26 | Q     |
| 3.      | 4      | 5   | Luca Marin         | Włochy            | 4:10,22 | Q     |
| 4.      | 3      | 4   | Ryan Lochte        | Stany Zjednoczone | 4:10,33 | Q     |
| 5.      | 4      | 3   | Gergő Kis          | Węgry             | 4:10,66 | Q     |
| 6.      | 2      | 3   | Alessio Boggiatto  | Włochy            | 4:10,68 | Q     |
| 7.      | 3      | 7   | Brian Johns        | Kanada            | 4:11,41 | Q,    |
| 8.      | 3      | 5   | Thiago Pereira     | Brazylia          | 4:11,74 | Q     |
| 9.      | 4      | 2   | Keith Beavers      | Kanada            | 4:12,75 |       |
| 10.     | 2      | 1   | Bradley Ally       | Barbados          | 4:14,01 | NR    |
| 11.     | 2      | 8   | Gal Nevo           | Izrael            | 4:14,03 | NR    |
| 12.     | 3      | 3   | Riaan Schoeman     | Południowa Afryka | 4:14,09 |       |
| 13.     | 3      | 1   | Andrey Krylov      | Rosja             | 4:14,55 |       |
| 14.     | 4      | 6   | Travis Nederpelt   | Australia         | 4:15,37 |       |
| 15.     | 2      | 2   | Dinko Jukić        | Austria           | 4:15,48 | NR    |
| 16.     | 2      | 7   | Alexander Tikhono  | Rosja             | 4:16,49 |       |
| 17.     | 2      | 5   | Thomas Haffield    | Wielka Brytania   | 4:16,76 |       |
| 18.     | 2      | 6   | Vasileios Demetis  | Grecja            | 4:18,40 |       |
| 19.     | 3      | 6   | Euan Dale          | Wielka Brytania   | 4:18,60 |       |
| 20.     | 4      | 8   | Vadym Lepskyy      | Ukraina           | 4:20,96 |       |
| 21.     | 3      | 8   | Omar Pinzón        | Kolumbia          | 4:22,31 |       |
| 22.     | 4      | 7   | Pierre Henri       | Francja           | 4:22,41 |       |
| 23.     | 1      | 4   | Nikša Roki         | Chorwacja         | 4:22,44 |       |
| 24.     | 3      | 2   | Javier Núñez       | Hiszpania         | 4:22,69 |       |
| 25.     | 4      | 1   | Romanos Alyfantis  | Grecja            | 4:23,41 |       |
| 26.     | 1      | 6   | Dmitriy Gordiyenko | Kazachstan        | 4:25,20 |       |
| 27.     | 1      | 2   | Vasilii Danilov    | Kirgistan         | 4:29,20 |       |
| 28.     | 1      | 3   | Deniz Nazar        | Turcja            | 4:30,80 |       |
| 29.     | 1      | 5   | Hocine Haciane     | Andora            | 4:32,00 |       |

### Finał
| Miejsce | Tor | Zawodnik          | Państwo           | Czas    | Uwagi |
| ------- | --- | ----------------- | ----------------- | ------- | ----- |
| 1. !    | 4   | Michael Phelps    | Stany Zjednoczone | 4:03,84 | ,     |
| 2. !    | 5   | László Cseh       | Węgry             | 4:06,16 | ER    |
| 3. !    | 6   | Ryan Lochte       | Stany Zjednoczone | 4:08,09 |       |
| 4.      | 7   | Alessio Boggiatto | Włochy            | 4:12,16 |       |
| 5.      | 3   | Luca Marin        | Włochy            | 4:12,47 |       |
| 6.      | 2   | Gergő Kis         | Węgry             | 4:12,84 |       |
| 7.      | 1   | Brian Johns       | Kanada            | 4:13,38 |       |
| 8.      | 8   | Thiago Pereira    | Brazylia          | 4:15,40 |       |